# Sarangollo
O sarangollo é um jogo de cartas semelhante ao Truc, Truque ou Truco, praticado especialmente em Elche, província de Alicante. Acredita-se ser a maior expansão de todas, visto que há muitas jogadas, parecendo um truco misturado com Mus. Utiliza-se um baralho espanhol de 40 cartas, dos quais excluem-se todos os 9, 8 e curingas.
A palavra Sarangollo significa "confusão", e por ser um jogo de pessoas simples, as senhas entre os jogadores é sempre de grande importância no jogo, disputado por equipes de três jogadores que formam o grupo.

## Jogo
O carteador decidirá se vai dar 4, 5 ou 6 cartas à cada jogador, ao seu livre critério. As cartas serão dadas sempre por baixo do maço.  Os jogadores deverão ficar com apenas três cartas, e descartar as outras. Obviamente, quanto mais cartas se dão, mais chances de combinar diferentes lances. Existem também duas peças, que são as cartas geralmente mais importantes do sarangollo. Estas são a sota (10) e o cavalo (11) do naipe "virado". Se uma destas cartas sair virada, o rei (12) assume seu lugar, semelhante ao "Truco de Amostra". Dá-se quantas cartas o carteador/distribuidor quiser (4,5 ou 6) para cada jogador, e depois vira-se uma carta de boca para cima, e esta carta definirá o naipe de amostra.A vira pode ser de baixo ou de cima do baralho. As peças, para o envido e a flor, valem: a sota 27 pontos, e o cavalo 28 pontos. A ordem dos lances, é: envido, flor, secansa, ali e truc. Depois do truc, também há outros dois lances distintos, os reis e os pascuals (também chamados de sarangollo).

### Envido
O Envido não há que declará-lo, isto é, cantá-lo antes de jogar uma carta. Em caso de empate, o mão ganha. O jogador tem envido nestas situacoes:
1. Com duas cartas de mesmo naipe. Soma-se 20 mais as brancas.
2. Com todas de naipes diferentes. A branca mais alta que vale.
3. Com uma peça. Pega-se o valor da peça e soma a branca mais alta.

As propostas são: Envido (quero = 2 não quero =1) e pode-se repicar para envido novamente, caso em que serão 4 tentos se aceito e 2 se não é. Pode-se enviar quantos tentos quiser. Ex:. sete tentos envido. Há também a Falta Envido, que é a aposta máxima nessa jogada e aposta-se o quanto falta para o jogador que está vencendo ganhar a partida. Pode-se chamar direto qualquer envido, falta ou tentos envido.Exemplo, se estiver 20x16 e vai até 30, falta envido vale 10, pois falta 10 tentos para a equipe que tem 20 tentos alcançar 30 tentos.

### Flor
A flor anula o envido. O jogador precisa ter uma destas combinações abaixo para ter flor. Em caso de empate, o mão ganha. O jogador possui flor nas mesmas condições que o Truco de Amostra, são elas:
1. Com três cartas de mesmo naipe sem peças: Igual ao cego. Soma-se vinte mais as brancas. Exemplo: 3 de ouros, 2 de ouros, 4 de ouros = 3+2+4+20=29 de flor.
2. Com uma peça e outras duas de mesmo naipe .Exemplo: (sendo bastos o naipe de amostra): 10 de bastos, 4 de ouros e 3 de ouros = 27+4+3=34 de flor.
3. Com as duas peças e uma outra carta qualquer. Exemplo (naipe de amostra copas): 11 de copas, 10 de copas e Ás de espadas: 28+7+1=36 de flor. Sempre quando se há duas peças, haverá 35 de flor (28+7) e mais a carta branca isolada, que não é peça.

As apostas na flor são dadas da seguinte maneira: Após o primeiro jogador que cantar flor, todos os jogadores que tiverem flor também cantam sua flor. E no sentido do jogo cada um decide se passa, envía ou resto. Passar significa não apostar, e no final as flores da equipe que tiver a flor mais alta serão contadas, 3 tentos por cada uma. Enviar significa pôr todos os tentos de todas as flores do jogo, as próprias e as dos oponentes. Se há uma flor de uma equipe e duas flores contrarias, então temos nove tentos em jogo. Ganhará os nove a equipe com a flor mais alta.Em caso de empate, em qualquer situação o mão ganha. Resto significa a mesma coisa que o Envío (inclui-se o valor todas as flores) e mais uma falta envido. Se o placar está 10x5 e vai até 30 tentos a partida e há 3 flores em jogo, então resto valeria 9 tentos(3 tentos por cada flor de qualquer equipe) + 20 tentos (quem está ganhando está com 10, e falta 20 pra chegar a 30), então Resto valeria 29 tentos. Pode-se passar, envíar ou apostar Resto direto, sem necessidade de seguir essa ordem. Em caso de uma primeira equipe enviar e a outra aumentar para Resto, a primeira equipe pode não aceitar e pagar todas as flores em jogo (as próprias e as dos contrários, 3 tentos por cada) ou então aceitar, situação em que fica como o Resto dito anteriormente.

### Secansa
E quando o jogador tem uma sequência de índices (número impresso na carta) na mão. Por exemplo: 4, 5 é uma secansa simples. Uma secansa real pode ser de três cartas, como 2, 3, 4, por exemplo. Não importa o naipe. As reais sempre ganham das simples, que são de duas cartas. Após o 7 vem a sota (10). As propostas da secansa, vale o valor de sua secansa mais um envite. Por exemplo, envido/vale-2/vale-3/vale-4/vale-5... no maximo até uma "falta" envido.
Se os jogadores passam, quem mostrar a maior secansa no final ganha o valor de sua secansa (um tento ou três, dependendo de ser real ou não). Se alguém envida, e o adversário não aceita, quem envidou ganha o valor de sua secansa, e se o adversário aceitar, quem ganhar leva o valor de sua secansa mas um tento. Mas o adversário pode revidar com o vale-3 (se diz vale-3 mas são 2 tentos, assim como vale-4 será 3 tentos, sempre um tento a menos), aí vai valer dois tentos mais o valor da secansa ganhadora, etc. daí vai o vale-3, vale-4, vale-5, etc. Em caso de empate, o mão ganha.Há também o Marzo, denominação dada quando o jogador possui flor e secansa juntos (exemplo: 4,5,6 de naipes iguais).

### Ali
É quando o jogador tem um par (6 e 6, por exemplo) ou uma trinca (4, 4, 4 por exemplo), e se disputa da mesma forma que a secansa. O Valor de um par simples é de um tento, exceto o de ases que vale 3 tentos. O valor de uma trinca é de três tentos, exceto a de ases que vale 6 tentos. Em caso de empate, o mão ganha.

### Truc
Essa é a famosa fase em que os jogadores disputam três vazas para ver quem vence duas das tres vazas. As propostas diferem do truco cego ou o de amostra. O truco, vale 3 tentos quando aceito e um senão é. O revide é o vale-seis, que vale 6 tentos se aceito e 3 senao é. O revide do vale-seis é o vale-nove, que vale nove tentos se aceito e seis se não é. O máximo de tentos apostados no truc é o vale-nove. Se empatar a segunda ou terceira vaza, ganha quem venceu a primeira vaza.Se empata a primeira, ganha quem faz a segunda, se empatar esta, a terceira, se todas empatam, o mão ganha. A sequência para as cartas, é semelhante ao truco gaúcho ou amostra, sendo esta:
11 de amostra, 10 da amostra (estas duas são as peças), ás de espadas, ás de bastos, sete de espadas, sete de ouros, todos os 3, todos os 2, os ases de copas e de ouros, todos os reis (exceto o da amostra se tiver), todos os cavalos (exceto o da amostra), todas as sotas(exceto o da amostra), os setes de copas e de bastos, todos os 6, todos os 5 e todos os 4.

## Lances do jogo

### Reis
Os reis não são uma jogada, e sim um prêmio do jogo por tê-los. Cada rei (12) que o jogador tiver na mão vale um tento.Basta mostrá-los e ganhar os tentos.Se o jogador tiver 3 reis, ele ganhará 3 tentos, um por cada rei, por exemplo. Apenas um jogador (ou um trio dupla, etc.) poderá ganhar os reis. Caso haja empate, por exemplo, cada dupla possuir dois reis, já que são só quatro no baralho todo, quem for mão ganha os dois tentos de rei.Se caso uma tripleta adversária tiver um rei cada um e outra equipe tiver apenas um rei e for mão, quem é mão ganha.

### Sarangollo
Traduzindo, é quando o jogador não tem nada em sua mão. O jogador possui pascual quando não tem envido, flor, ali e secansa somente. Não ter envido significa que não tem os envidos do jeito 1 e 3 expressos na seção envido anteriormente. Mas o jogador poderá disputar o truc e ter reis. Quando se tem pascual com reis, se diz pascual simples. Se não tiver rei, se chama pascual imperial.Disputa-se da mesma forma que o envido, se os jogadores possuem pascual, mas o maximo de tentos apostados no pascual é a Mijta Falta, ou seja, a metade de uma falta envido (se a falta envido vale 6, por exemplo, mitja falta vale 3). Ganha o jogador que tiver sua carta mais alta de menor valor para o truc. Exemplo: eu tenho ás de bastos, 5 de ouros e 7 copas. Meu oponente tem ás de espadas, 4 de ouros e 6 de bastos. Eu ganho, pois tenho o ás de bastos, minha carta de maior valor para o truc, que é inferior ao ás de espadas, carta de maior valor para o truc.Em caso de empate, o mão ganha.